# Kommetjie
Kommetje (Kommetjie) je naselje u Južnoafričkoj Republici u provinciji Western Cape, smješteno oko male, prirodne i stjenovite uvale u blizini Cape Towna. Osnovan je 1902. godine. Ime je dobio po malenom zaljevu kojega su ribari nekada koristili kao zamku za ribe. Na afrikaansu znači mali bazen. Uz njegovu plažu (dugu 8 km) dva puta su se nasukali i crni dupini jer im je u njezinoj blizini zakazala eholokacija, zbog čega su provedena istraživanja koja je vodila Meredith Thornton. Prvi puta to se dogodilo 1928. Drugi puta 31. svibnja 2009. nasukalo se 55 dupina, od čega je 14 spašeno a 41 je eutaniziran.
Mjesto je poznato po domaćem i međunarodnom surfanju i kitesurfingu.  Trideaset metara visok vjetionik Slangkop (zmijska glava)koji je trebao biti izgrađen 1914. zbog Prvog svjetskog rata dovršen je tek 1919.
- Slangkop